# Static Synchronous Compensator
Der Static Synchronous Compensator (STATCOM) ist ein Stromrichter im Pulsbetrieb, der ein dreiphasiges Spannungssystem mit variabler Spannungsamplitude, dessen Spannungen um 90° gegenüber den entsprechenden Leitungsströmen phasenverschoben sind, generiert. Es kann induktive oder kapazitive Blindleistung zwischen dem STATCOM und dem Netz ausgetauscht werden.
Der Static Synchronous Compensator zählt im Bereich der Leistungselektronik zu den Flexiblen Drehstrom-Übertragungssystemen (Flexible-AC-Transmission-System (FACTS)) und bietet gegenüber der funktionell ähnlichen statischen Blindleistungskompensation den Vorteil, dass bei der Stabilisierung von Wechselspannungsnetzen die verfügbare Blindleistung nicht quadratisch, sondern nur linear von der Höhe der Netzwechselspannung abhängt. Ein weiterer Vorteil ist die vergleichsweise geringe Höhe an harmonischen Oberschwingungen die ein STATCOM produziert. Der dadurch deutlich geringere Bedarf an harmonischen Filtern resultiert in einer vergleichsweise kleineren Grundfläche der Anlage.